# Lovett Fort-Whiteman
Lovett Huey Fort-Whiteman (Dallas, 3 de desembre de 1889 - Orotukan, 13 de gener de 1939) va ser un activista polític comunista afroamericà estatunidenc, treballador de la Tercera Internacional Comunista (Komintern).
El 1924 va ser el primer negre estatunidenc que va assistir a una escola de formació de la Komintern a la Unió Soviètica. Més tard va ser nomenat el primer organitzador nacional del Congrés del Treball Negre Americà, una organització de masses (grup frontal) del Partit Comunista dels EUA. També va ser anomenat en una ocasió com "el més roig dels negres" per la revista Time. Acusat de trotskista, va morir de desnutrició durant el seu empresonament en un gulag de la Unió Soviètica.

## Trajectòria

### Primers anys
El seu pare, Moses Whiteman, va néixer com a esclau a Carolina del Sud i es va traslladar a Texas abans de 1887, on va treballar com a conserge i ramader de bestiar a petita escala. Als 35 anys, Moses Whiteman es va casar amb Elizabeth Fort, de 15 anys. Lovett va ser el primer dels fills de la parella.
Fort-Whiteman va rebre una educació millor de la que era habitual per a molts nens afroamericans de l'època a les escoles públiques de Dallas, assistint a una de les poques escoles secundàries del sud del país en aquells temps obertes a l'assistència de negres. Després de graduar-se a l'escola secundària, es va matricular a l'Institut de Tuskegee a Tuskegee, Alabama, probablement cap al 1906, del qual es va graduar com a maquinista. Després de completar els seus estudis a Tuskegee, va obtenir l'admissió al Meharry Medical College de Nashville, Tennessee, amb l'objectiu de convertir-se en metge, però no va completar el curs d'estudis en aquella institució. El 1910, després de la mort del seu pare, s'havia traslladat amb la seva mare i la seva germana petita a la zona de Harlem de Ciutat de Nova York, on va treballar com a botoner d'hotel per mantenir la família mentre somiava en convertir-se en actor professional.

### Anys mexicans
Aviat va abandonar les seves ambicions dramàtiques i va passar dos o tres anys a la península de Yucatán a Mèxic, on va treballar com a empleat de comptabilitat per a un fabricant de cordes, adquirint fluïdesa en la llengua castellana i estudiant els rudiments del francès.
Es va inspirar profundament en la revolució mexicana que va arrasar el Yucatán a la primavera de 1915, avançant un programa de reformes per sobre de l'oposició ferma dels terratinents rics i l'Església catòlica romana. Es va convertir en un militant compromès amb la idea de transformació radical de la societat a través dels sindicats, el sindicalisme revolucionari, com a membre d'una organització anomenada Casa de l'Obrer Mundial (COM). Quan el COM va intentar aprofundir encara més en la naturalesa de la revolució iniciant una vaga contra el nou govern de Yucatán, va ser destruïda.
El 1917 va deixar Yucatán com a mariner amb destinació a l'Havana, Cuba, abans de marxar cap a Halifax, Nova Escòcia, Canadà. Va desembarcar allà i es va dirigir cap a la ciutat de Montreal, adoptant el pseudònim de "Harry W. Fort" i va tornar a entrar discretament als Estats Units sota la disfressa d'un cambrer d'un vagó menjador del ferrocarril.

### Activisme radical a la ciutat de Nova York
De tornada a la ciutat de Nova York va conèixer bé els principals socialistes negres A. Philip Randolph i Chandler Owen, editors de la revista The Messenger. Es va matricular per cursos a la Rand School of Social Science, una escola socialista operada pel Partit Socialista d'Amèrica, unint-se ell mateix al partit. Mentre estava a l'Escola Rand va conèixer altres persones que esdevindrien destacades en el moviment radical mundial en els anys següents, com ara l'emigrat japonès Sen Katayama i Otto Huiswoud, un trasplantament recent de la Guaiana Britànica.
Recollint la ploma com el nou "Editor dramàtic" de The Messenger el 1918, es trobava entre els que van estar a l'epicentre del Renaixement de Harlem, un moviment cultural negre dinàmic i polivalent dedicat al desenvolupament artístic i polític de l'anomenat "Nou negre". Fins i tot es va provar com a escriptor, publicant dues obres de ficció a The Messenger tractant de manera provocativa les relacions amoroses interracials.
Un altre activista que va conèixer en aquell període va ser el dibuixant anarquista Robert Minor, un altre expatriat de Texas. Minor va visitar la Rússia soviètica el 1918, on havia vist la revolució bolxevic de prop. Fort-Whiteman va seguir al seu amic al Partit Laborista Comunista d'Amèrica poc després de la seva formació el setembre de 1919.
L'octubre de 1919 va ser arrestat a St. Louis parlant a una petita reunió a la qual assistien un petit grapat de membres del partit infiltrats per un informador de la intel·ligència militar. Com a destacat agitador comunista negre, va ser sotmès a un escrutini estret de la Federal Bureau of Investigation (FBI) com a un "agitador perillós". Fort-Whiteman va ser acusat de violar la Llei d'Espionatge per haver defensat explícitament la "resistència als Estats Units", encara que va negar haver utilitzat mai aquesta frase en el seu discurs de St. Louis. Finalment, va romandre a la presó durant mesos després de la detenció però sembla que va escapar d'una llarga pena de presó.

### Líder comunista negre
Entre els anys 1920 a 1922, el moviment comunista estatunidenc va tenir una existència encoberta i clandestina, amb Fort-Whiteman presumiblement conservant la pertinença al partit a través de la successió de fusions i escissions que es van produir. El febrer de 1923 va ressorgir a l'atenció pública com a membre de la redacció de The Messenger, tot i que la seva afiliació al Partit dels Treballadors d'Amèrica (WPA), una organització comunista legal establerta al voltant del primer dia de 1922, sembla haver continuat sent un fet no divulgat. Fort-Whiteman només va reconèixer públicament la seva afiliació comunista el gener de 1924 amb la publicació d'un article a The Daily Worker, diari oficial en anglès de la WPA.
El febrer de 1924 va ser seleccionat com un dels 250 delegats del "Negro Sanhedrin", una convenció de Chicago dedicada a temes que preocupaven als membres negres de la classe treballadora, en la qual el WPA va tenir un paper organitzador important a través de la seva filial de Nova York, la Germandat de Sang Africana (ABB), encapçalat per Cyril Briggs. Fort-Whiteman va servir com a ponent del caucus WPA/ABB i va transmetre el programa de l'organització, demanant la fi de la segregació racial a l'habitatge, els contractes vinculants per protegir arrendataris, la fi del colonialisme a l'Àfrica i el reconeixement de la Unió Soviètica pel govern dels EUA.
Durant la dècada de 1920 es va produir una anomenada "Gran Migració" d'afroamericans que es traslladaven del sud als centres urbans del nord dels Estats Units. El moviment comunista estatunidenc va intentar capitalitzar els problemes de salut i seguretat que es van produir, iniciant una organització de masses de curta durada (grup frontal) coneguda com la Lliga Protectora dels Inquilins Negres per agitar les vagues de lloguer i altres formes d'activitat com a mitjà per estimular el canvi. Fort-Whiteman, aleshores un dels màxims líders del Partit Comunista en el seu "treball negre", es va dirigir a la convenció fundacional d'aquest grup a Chicago el 31 de març de 1924 juntament amb altres funcionaris d'alt nivell del Partit dels Treballadors, inclosos Robert Minor i Otto Huiswoud.

### Congrés del Treball Negre Americà
A la primavera de 1925 es va unir als seus camarades del Partit dels Treballadors (Comunista) Otto Hall i Otto Huiswoud com un dels 17 signants negres d'una crida oficial per a l'establiment del Congrés del Treball Negre Americà (ANLC). Establert pel Partit Comunista com a organització successora de l'ara moribunda Germandat de Sang Africana, l'ANLC va ser fundada per una convenció de 500 homes i dones a Chicago a finals d'octubre d'aquell mateix any. Els delegats que van assistir a aquest congrés fundacional incloïen un nombre substancial de representants de sindicats i organitzacions comunitàries diverses, així com gent de la classe treballadora no afiliada en lloc de membres de l'anomenada "intel·lectualitat negra". En paraules d'un historiador, la major part d'aquests delegats fundadors eren "el tipus de negres que els comunistes van sentir que la NAACP i la Lliga Urbana van oblidar".
L'èxit de curta durada de la convenció fundacional de l'ANLC va ser en gran part producte de la iniciativa de Fort-Whiteman. Escollit com a cap del seu Comitè Organitzador Provisional, va viatjar pel sud i el nord-est parlant amb innombrables grups de la comunitat negra que intentaven persuadir-los perquè els recolzin en el nou esforç, argumentant que una nova organització era essencial per tal de "presentar la causa del treballador negre". El seu exitós esforç organitzatiu li va fer guanyar notorietat nacional, amb la revista conservadora Time considerant-lo com "el més roig dels negres".

### Migració a Rússia
Cap al 1927 es va traslladar a Rússia, unint-se a la petita comunitat afroamericana de Moscou. Vivia amb la seva dona Marina, una química jueva, en un petit apartament. Va ser amic íntim del periodista afroamericà Homer Smith Jr. El 1928 Fort-Whiteman va ser delegat al 6è Congrés Mundial de la Internacional Comunista . Més tard va ser contractat pel Moscow News en anglès com a col·laborador i va treballar com a professor en una escola d'anglès a Moscou. Va ser guionista consultor de la producció de 1932 Black and White.

### Detenció i mort
A principis de 1937, la policia secreta soviètica (NKVD) va iniciar una campanya massiva d'arrests i càstigs de suposats espies, sabotejadors i individus deslleials, dirigint-se especialment als membres del Partit Comunista i als líders econòmics. Lovett Fort-Whiteman va sol·licitar permís per tornar a casa als Estats Units en aquell moment, una sol·licitud que va ser rebutjada. Tres setmanes més tard, va ser denunciat per haver expressat sentiments "contrarevolucionaris" i l'1 de juliol de 1937 va ser condemnat a cinc anys d'exili intern. Primer va ser enviat a Semipalatinsk, Kazakhstan, on va treballar durant un temps com a professor.
Lovett Fort-Whiteman va ser identificat com a trotskista en documents interns del Partit Comunista dels Estats Units. Un informe de mitjans de la dècada de 1930 sobre el suport a Trotski dins del partit afirmava que "Lovett Fort-Whiteman, un camarada negre, es va mostrar partidari deTrotski". En una carta de 1938 a Gosizdat, el representant de la Komintern al Partit Comunista dels Estats Units, Pat Toohey, va escriure: "Whiteman és un trotskista".
El terror va continuar augmentant fins al 1938 i el 8 de maig de 1938, la sentència de Fort-Whiteman va ser revisada de forma més estricte sota l'article 58, concretament 58-2 i 58-6, del Codi penal de la RSFS de Rússia (per a la insurrecció armada i l'espionatge) i la seva condemna es va modificar a cinc anys de treballs forçats al famós sistema de camps de treball dels gulags. En conseqüència va ser enviat a Kolimà, a Sibèria, una part especialment inhòspita de l'Extrem Orient soviètic. A Kolimà va ser empresonat en un dels camps del Departament del Camp de l'Administració Industrial i Minera del Sud "Yuglag" "ОЛП ЮГПУ ЮГЛАГ", part del sistema de campaments de Sevvostlag dirigit pel Trust Estatal Dalstroy a la regió que envolta Magadan. El departament de campaments Yuglag i els campaments sota la seva gestió tenien l'encàrrec de l'extracció d'or i mineral d'estany en condicions subàrtiques de congelació.
Allà, el menjar intencionadament inadequat i miserable subministrat als reclusos del campament amb un excés de treball brutal i el clima salvatge de l'hivern van minvar la força de Fort-Whiteman i la seva salut va fallar ràpidament. Segons un conegut de Robert Robinson, que va veure Fort-Whiteman, va ser severament colpejat per no complir les normes de treball al campament, i era "un home trencat, a qui li havien trencat les dents". El 13 de gener de 1939, als 49 anys, va morir d'una malaltia relacionada amb la desnutrició. Segons el certificat de defunció emplenat a l'hospital Yuglag de l'Administració Minera del Sud a Ust-Taezhny, Fort-Whiteman probablement estava treballant a la mina taezhnik.
L'hospital del camp de Yuglag "taezhnik" també es va anomenar hospital d'Orotukan pel nom del poble veí d'Orotukan. Un altre trotskista acusat, l'escriptor Varlam Xalàmov, va esmentar aquell hospital i l'assentament de la presó en el seu relat El fiscal verd. Xalàmov es va recuperar d'una malaltia greu i més tard va treballar al successor de l'hospital Orotukan situat al poble de Debin.
Tot i que el certificat de defunció de Fort-Whiteman es va imprimir en paper de carta pertanyent al Departament de Camps de l'Administració Industrial i Minera del Sud "ОЛП ЮГПУ ЮГЛАГ", la necessitat d'augmentar la producció d'estany va provocar reorganitzacions de l'estructura organitzativa de Sevvostlag l'octubre de 1938 que va precedir la seva mort i va portar a la reorganització de Yuglag en l'Administració Minera i Industrial del Sud-oest "ОЛП ЮЗГПУ ЮГЛАГ" amb el seu centre a Ust-Utinaya "Усть-Утиная". L'Administració Minera i Industrial del Sud-oest va ser responsable de l'operació d'un complex de camps, inclòs "taezhnik" al poble d'Ust-Taezhny "Orotukan", on va morir Fort-Whiteman.